# 1993년 한국프로야구 포스트시즌
1993년 한국프로야구 포스트시즌은 10월 2일부터 10월 26일까지 열렸다.

## 준 플레이오프
준 플레이오프에서는 LG 트윈스와 OB 베어스가 대결하였는데, 93시즌은 1982년 프로야구 출범 이후 두 서울 팀이 포스트시즌에 동반 진출, 그리고 포스트시즌에서 맞대결한 첫 시즌이 됐으며 OB는 전년도 26홈런을 기록한 임형석이 손가락 부상으로 1홈런에 그쳐 포스트시즌에 나가지 못한 데다  쓸만한 좌완 선발투수의 공백을 극복하지 못한 채 1승 2패로 탈락했다.

### 1차전
- 10월 2일 - 서울종합운동장 야구장
- 중계: KBS 2TV

| 팀                                                 | 1 | 2 | 3 | 4 | 5 | 6 | 7 | 8 | 9 | R | H | E |
| LG 트윈스                                          | 0 | 0 | 0 | 2 | 0 | 0 | 0 | 0 | 0 | 2 | - | - |
| OB 베어스                                          | 1 | 0 | 0 | 0 | 0 | 0 | 0 | 0 | 0 | 1 | - | - |
| 승리 투수: 김태원 패전 투수: 김상진 세이브: 김용수 |   |   |   |   |   |   |   |   |   |   |   |   |

### 2차전
- 10월 3일 - 서울종합운동장 야구장
- 중계: MBC TV

| 팀                                  | 1 | 2 | 3 | 4 | 5 | 6 | 7 | 8 | 9 | R | H | E |
| OB 베어스                           | 0 | 0 | 0 | 1 | 0 | 0 | 0 | 0 | 0 | 1 | - | - |
| LG 트윈스                           | 0 | 0 | 0 | 0 | 0 | 0 | 0 | 0 | 0 | 0 | - | - |
| 승리 투수: 김경원 패전 투수: 정삼흠 |   |   |   |   |   |   |   |   |   |   |   |   |

### 3차전
- 10월 5일 - 서울종합운동장 야구장
- 중계: KBS 1TV

| 팀                                                             | 1 | 2 | 3 | 4 | 5 | 6 | 7 | 8 | 9 | R | H | E |
| LG 트윈스                                                      | 0 | 0 | 0 | 0 | 1 | 0 | 0 | 4 | 0 | 5 | - | - |
| OB 베어스                                                      | 0 | 0 | 1 | 0 | 1 | 0 | 0 | 0 | 0 | 2 | - | - |
| 승리 투수: 김태원 패전 투수: 김경원 홈런: OB – 김상호(5회 1점) |   |   |   |   |   |   |   |   |   |   |   |   |

## 플레이오프
LG는 플레이오프에서 삼성과 90년 KS 이후 3년 만에 재격돌했는데 1987년(OB) 이후 3년 만에 서울팀이 플레이오프에 진출했다.

### 1차전
- 10월 9일 - 서울종합운동장 야구장
- 중계: MBC TV + SBS TV

| 팀                                                               | 1 | 2 | 3 | 4 | 5 | 6 | 7 | 8 | 9 | R | H | E |
| 삼성 라이온즈                                                    | 0 | 0 | 0 | 0 | 0 | 2 | 3 | 0 | 0 | 5 | 9 | - |
| LG 트윈스                                                        | 0 | 0 | 0 | 0 | 1 | 0 | 0 | 0 | 0 | 1 | 1 | - |
| 승리 투수: 김상엽 패전 투수: 정삼흠 홈런: 삼성 – 강기웅(7회 3점) |   |   |   |   |   |   |   |   |   |   |   |   |

LG는 정삼흠, 삼성은 김상엽이 선발등판하였다.
LG가 5회말 선취점을 올렸다. 5회말 1사2루에서 동봉철의 실책으로 먼저 점수를 얻었다. 
삼성은 6회초 강기웅과 양준혁의 적시타로 역전하였고, 7회초 강기웅의 스리런 홈런으로 승리를 굳혔다. 강기웅은 팀의 5점중 4점을 책임졌다.

### 2차전
- 10월 10일 - 서울종합운동장 야구장
- 중계: KBS 1TV + SBS TV

| 팀                                                               | 1 | 2 | 3 | 4 | 5 | 6 | 7 | 8 | 9 | R | H | E |
| 삼성 라이온즈                                                    | 0 | 0 | 0 | 0 | 0 | 2 | 0 | 1 | 0 | 3 | 8 | - |
| LG 트윈스                                                        | 0 | 1 | 0 | 1 | 0 | 0 | 0 | 0 | 0 | 2 | 8 | - |
| 승리 투수: 유명선 패전 투수: 민원기 홈런: 삼성 – 이종두(6회 2점) |   |   |   |   |   |   |   |   |   |   |   |   |

### 3차전
- 10월 12일 - 대구시민운동장 야구장
- 중계: MBC TV

| 팀                                                 | 1 | 2 | 3 | 4 | 5 | 6 | 7 | 8 | 9 | R | H | E |
| LG 트윈스                                          | 0 | 0 | 0 | 0 | 0 | 2 | 0 | 0 | 0 | 2 | 6 | - |
| 삼성 라이온즈                                      | 0 | 0 | 0 | 0 | 0 | 0 | 0 | 0 | 0 | 0 | 1 | - |
| 승리 투수: 이상훈 패전 투수: 박충식 세이브: 김용수 |   |   |   |   |   |   |   |   |   |   |   |   |

### 4차전
- 10월 13일 - 대구시민운동장 야구장
- 중계: KBS 1TV

| 팀                                  | 1 | 2 | 3 | 4 | 5 | 6 | 7 | 8 | 9 | R | H  | E |
| LG 트윈스                           | 0 | 0 | 0 | 0 | 0 | 2 | 1 | 0 | 2 | 5 | 11 | - |
| 삼성 라이온즈                       | 0 | 0 | 0 | 0 | 0 | 0 | 0 | 0 | 0 | 0 | 8  | - |
| 승리 투수: 정삼흠 패전 투수: 김상엽 |   |   |   |   |   |   |   |   |   |   |    |   |

### 5차전
- 10월 15일 - 서울종합운동장 야구장
- 중계: MBC TV + SBS TV

| 팀                                                               | 1 | 2 | 3 | 4 | 5 | 6 | 7 | 8 | 9 | R | H | E |
| LG 트윈스                                                        | 0 | 0 | 3 | 0 | 0 | 0 | 0 | 0 | 0 | 3 | - | - |
| 삼성 라이온즈                                                    | 0 | 2 | 2 | 0 | 0 | 0 | 0 | 0 | X | 4 | - | - |
| 승리 투수: 박충식 패전 투수: 김태원 홈런: 삼성 – 이종두(2회 2점) |   |   |   |   |   |   |   |   |   |   |   |   |

## 한국시리즈
삼성은 LG와의 플레이오프에서 어렵사리 승리하며 한국시리즈에서 해태와 세 번째로 맞대결한다. 3차전에서는 박충식의 15회 완투로 무승부를 만들어 내는 등
4차전까지 2승 1무 1패로 앞섰으나, 이어진 잠실 3연전을 내리 패하면서 2승 1무 4패로 6번째 준우승에 그쳤는데 6월 트레이드로 영입한 후 주전포수를 맡았던 박선일이 플레이오프 3차전에서 1루에 슬라이딩하다가 손 부상을 당해 남은 시즌을 마감한 것이 컸다.

## 증계 일정
1993년 한국 프로 야구 포스트시즌은 다음과 같은 방송사로부터 중계방송 되었다.

### TV 중걔

#### 준 플레이오프
1차전
- KBS 2TV - 캐스터: 정도영, 해설: (故) 하일성

2차전
- MBC TV - 캐스터; 고창근, 해설: 허구연

3차전
- KBS 1TV - 캐스터: 유수호, 해설: (故) 하일성

#### 플레이오프
1차전
- MBC TV, SBS TV

2차전
- KBS 1TV, SBS TV

3차전
- MBC TV

4차전
- KBS 1TV

5차전
- MBC TV, SBS TV

## 같이 보기
- 1993년 한국프로야구